# N759 (België)
De N759 is een gewestweg in de Belgische provincie Limburg. Deze weg vormt de verbinding tussen Kortenbos en Brustem.
De totale lengte van de N759 bedraagt ongeveer 9 kilometer.

## Plaatsen langs de N759
- Kortenbos
- Zepperen
- Ordingen
- Brustem